# Sara Turchetto

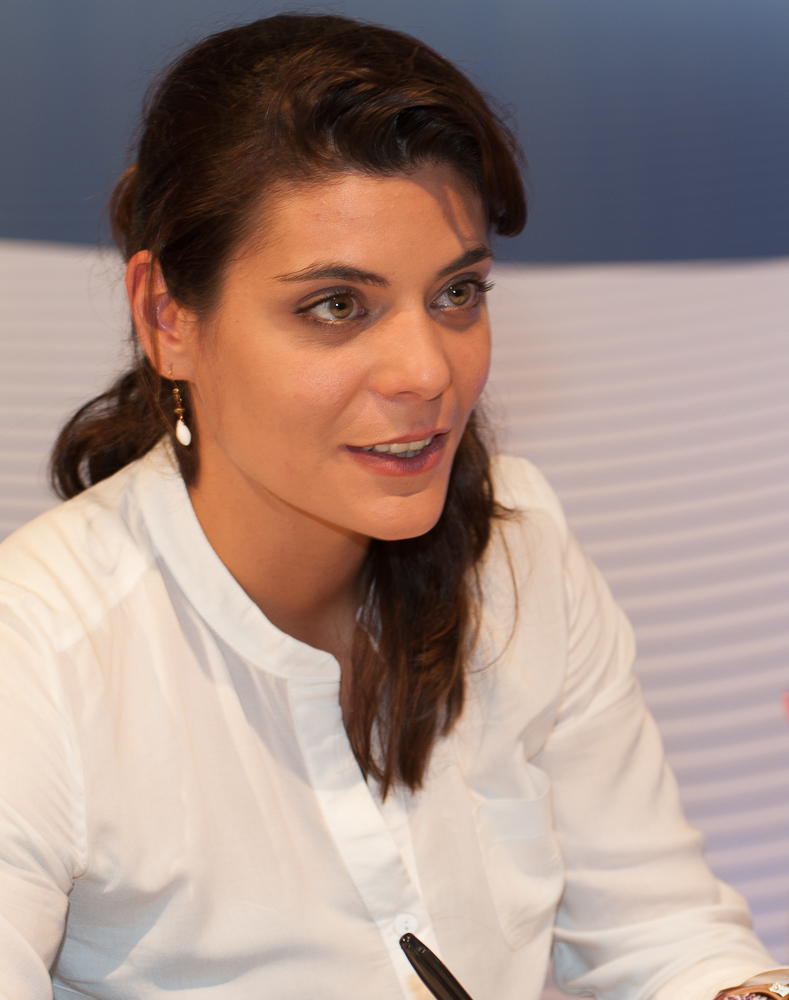
Sara Turchetto (2013)

Sara Turchetto (* 29. Januar 1983 in Köln) ist eine deutsche Schauspielerin italienisch-serbischer Abstammung.

## Leben
Im Jahr 1996 sammelte Sara Turchetto im Rahmen der Aufführung von Grease 2000 erste Erfahrungen auf der Bühne des Schultheaters des Montessori-Gymnasiums. Dort wurde sie entdeckt und spielte anschließend von August 1998 (Folge 663) bis zur Einstellung im März 2020 (Folge 1758) die Rolle der Marcella Varese in der ARD-Serie Lindenstraße. 2007 hatte sie eine Gastrolle in der Serie Angie.
Sara Turchetto arbeitet auch als Sängerin und Songwriterin. 2021 wurde auf der Kompilation Ghost City Berlin ihr Song I caught a ship veröffentlicht.
Sara Turchetto spricht neben ihrer Muttersprache Deutsch auch fließend Englisch, Serbisch, Italienisch und Spanisch. Im August 2007 zog sie nach Berlin und studierte dort Soziologie und Philosophie.

## Filmografie
- 1998–2020: Lindenstraße (Fernsehserie, 258 Folgen)
- 2007: Angie (Fernsehserie, Folge: Papa ante portas)
- 2019: Life (Kurzfilm)